# أسامة السلامي
أسامة السلامي (22 يونيو 1979 بتونس في تونس - ) هو لاعب كرة قدم تونسي في مركز الوسط. شارك مع منتخب تونس لكرة القدم. أما مع النوادي، فقد لعب مع النادي الإفريقي ونادي الملعب التونسي.

## روابط خارجية
- أسامة السلامي على موقع قاعدة بيانات كرة القدم.إي يو (الإنجليزية)
- أسامة السلامي على موقع ناشيونال فوتبول تيمز (الإنجليزية)